# Dreienbrezelstraße

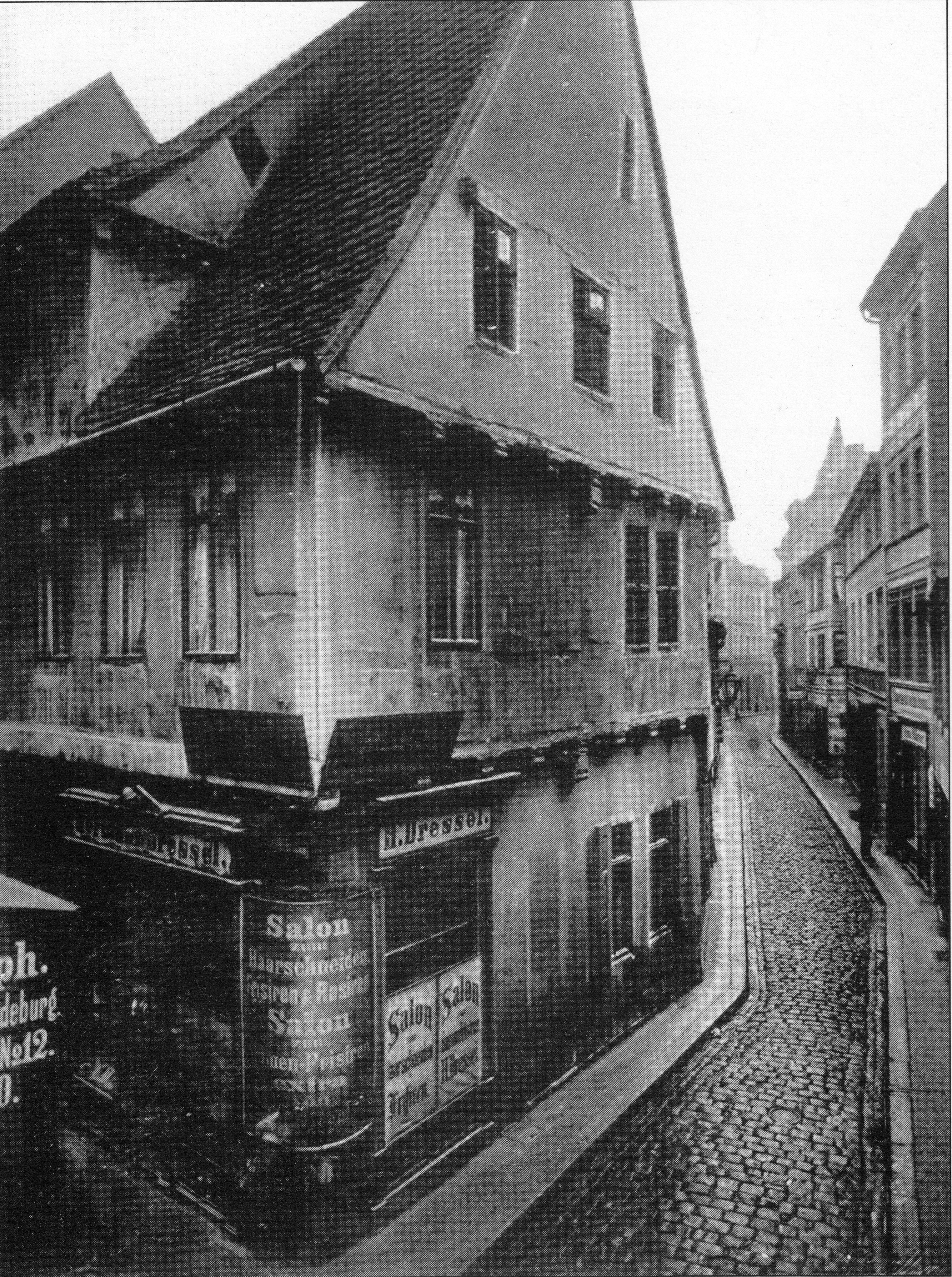
Blick in die Dreienbrezelstraße, links das Eckhaus Tischlerbrücke 8, rechts die Häuser Dreienbrezelstraße ab Hausnummer 1

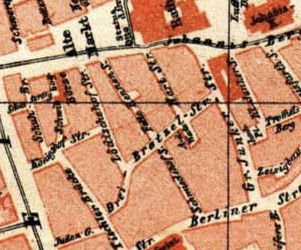
Dreienbrezelstraße auf einem Stadtplan aus den 1880er Jahren

Die Dreienbrezelstraße (niederdeutsch Dreienprätzelstraße) war eine Straße in Magdeburg im heutigen Sachsen-Anhalt. Nach Zerstörungen im Zweiten Weltkrieg wurde die Straße aufgegeben und überbaut.

## Lage und Verlauf
Die Straße befand sich in der Magdeburger Altstadt. Sie begann an der Tischlerbrücke gegenüber der Einmündung der Judengasse und verlief in nordöstlicher Richtung bis zur Großen Junkerstraße. 
Die Hausnummerierung verlief von der Nummer 1 nahe am südwestlichen Ende aufwärts entlang der Südseite. Nach der Nummer 10 ging nach Südosten die Schmiedehofstraße und nach Nummer 12 die kurze Straße Warte ab. Ein kurzes Stück später mündete die Dreienbrezelstraße in die Große Junkerstraße ein. Auf der Nordseite verlief die Nummerierung zurück, wobei nach kurzer Strecke die Hartstraße einmündete. Erst dann kam die Hausnummer 13, wonach die Fettehennenstraße abging, gefolgt von der Nummer 14. Nach der 14 folgte die Lödischehofstraße, worauf sich die Nummern 15 bis 17 anschlossen.
Heute befindet sich an dieser Stelle das Allee-Center. Die Dreienbrezelstraße würde im westlichen Teil des Centers beginnen und in nordöstlicher Richtung durch das Center und letztlich über die Ernst-Reuter-Allee verlaufen, bis sie südlich auf der Freifläche südlich des Magdeburger Rathauses enden würde.

## Geschichte
Der Name der Straße war erst ab Ende des 18. Jahrhunderts gebräuchlich und ging auf das Haus Zu den drei Prätzeln an der Adresse Dreienbrezelstraße 9 zurück, in welchem sich eine Bäckerei befand. Zuvor wurde die Straße häufig In den Kleinschmieden genannt, da mehrere Kleinschmiede in der Straße wohnten. Der Name war aber eher eine Gebietsbezeichnung als ein konkreter Name für die Straße. Noch in den 1930er Jahren befanden sich zwei Messerschmiedeläden nebeneinander in der Straße, die auf diese Tradition zurückgingen. In der Zeit vom 16. bis 18. Jahrhundert war für die Straße auch der Name Kleinschmiedebrücke gebräuchlich. Ab Ende des 17. bis in das 18. Jahrhundert wurde der östliche Teil zwischen Fettenhennenstraße und Großer Junkerstraße zum Teil auch Hohe Brücke genannt. Spätestens ab 1807 hatte sich jedoch der Name Dreienbrezelstraße durchgesetzt. Während des Zweiten Weltkriegs wurde der Bereich stark zerstört. In der Zeit der DDR wurde die Straße nicht wieder aufgebaut, sondern war unbebaut Teil des Zentralen Platzes. Im östlichen Abschnitt erfolgte eine Überbauung durch die Verkehrsfläche der Wilhelm-Pieck-Allee, der heutigen Ernst-Reuter-Allee. In den 1990er Jahren wurde auf der Fläche dann das Allee-Center errichtet.

## Historische Häuser der Dreienbrezelstraße
| Hausnummer | Name                                     | Bemerkungen | Bild |
| ---------- | ---------------------------------------- | --- | ---- |
| 1          |                                          | In den Jahren 1631 und 1637 wurde der Nagelschmied Peter Lorenz als Eigentümer geführt, wobei es sich zunächst um zwei Häuser handelte. Eines der wohl in Folge der Zerstörung Magdeburgs im Jahr 1631 leeren Grundstücke erwarb Dammüller, 1649 gingen beide an den Nagelschmied Andreas Dannehl, der in der Zeit bis 1652 ein Haus errichtete. Erst für das Jahr 1695 liegen dann neue Informationen vor. Zu diesem Zeitpunkt gehörte das Haus Nikolaus Neuendorf. In der Zeit bis 1713 erbte es, bei einer Zahlung von 100 Talern, der Bierspünder David Kuntze. Seine Erben waren noch bis 1759 Eigentümer. |      |
| 2          | Zur Hellebarte                           | 1631 und 1651 war Johann Schlieck, hochdeutsch Schleich, Eigentümer. Noch 1653 war das Grundstück in Folge der Zerstörung von 1631 wüst. Das Grundstück erbte der Schwiegersohn Schliecks, der Glockengießer Georg Schreiber. Nach seinem Tod im Jahr 1662 erbte es seine Tochter. In späterer Zeit gehörte das wieder bebaute Grundstück dem Schneider Hans Krause, dessen Erben es 1681 für 130 Taler an den Schneider Joachim Krüger verkauften. Krüger veräußerte das Anwesen 1695 für 210 Taler an den Perückenmacher David Müller, der in der Zeit zwischen 1706 und 1713 verstarb. Seine Erben blieben noch bis 1725 Eigentümer. |      |
| 3          |                                          | In den Jahren 1631 und 1651 gehörte das Grundstück Johann Holmann senior. Weitere Informationen zum Anwesen liegen dann erst ab 1680 vor. In diesem Jahr bebaute der Kleinschmied Hieronymus Keyser das Grundstück neu mit einem Haus, das 1683 dann der Frau von Andreas Schrader gehörte. Es fiel jedoch an Gläubiger, die das als Stätte beschriebene Grundstück und zwei weitere dahinter liegende 1690 für 55 Taler an den Tapetenmacher Jean de l´Amar veräußerten. Seiner Witwe gehörte das Anwesen noch bis 1706. Dann gehörte es dem Färber Pierre Gandil und 1714 sowie 1717 brandevinier Jaques Lorphelin. |      |
| 4          | Zum kleinen blauen Hecht                 | Auf dem Grundstück befand sich die hintere Ausfahrt des Hauses Zum blauen Hecht (Berliner Straße 30/31), woraus sich der Name ergab. In den Jahren 1631 und 1651 gehörte das Grundstück dem Rotgießer Hans Michel, 1652/1653 dem Leineweber Detlof Hasse. Weitere Nachrichten liegen dann erst für 1692 vor. Zu diesem Zeitpunkt war das Grundstück mit einem Haus bebaut und gehörte dem Schuster Tobias Ölzner. Er verkaufte es 1694 für 150 Taler an den Schlosser Hans Georg Meyer. Meyer veräußerte es für 295 Taler im Jahr 1714 an Martin Stöffler. Der Stein mit dem Hauszeichen befand sich noch in den 1930er Jahren am Haus. |      |
| 5          |                                          | In den Jahren 1631 und 1651 war der Büchsenschäfter David Maschau, auch Masscaw, Eigentümer. Von ihm erbte es der Kleinschmied Daniel Strauch, der das, wohl in Folge der Zerstörung Magdeburgs unbebaute Grundstück, 1665 für 30 Taler an den Musikanten Joachim Alhelm verkaufte, dem bereits das Nachbargrundstück Nummer 6 gehörte. Alhelm baute ein Haus und wurde zuletzt 1669 erwähnt. Das Anwesen gehörte dann den Gebrüdern Künne und später der Witwe von Christoph Hohmann. 1678 war der Handelsmann Valentin Schöne Eigentümer, 1692 der Leineweber Johann Schultze, dessen Erben es noch bis 1699 gehörte. Die Witwe Schultzes heiratete den Leineweber Johann Kellner, auch Keller oder Köller. Ihm gehörte das Anwesen von 1700 bis 1736. |      |
| 6          |                                          | Der Kleinschmied Karsten Fliege wurde 1631 und 1651 als Eigentümer geführt. Seine Tochter verkaufte das wohl in Folge der Zerstörung Magdeburgs im Jahr 1631 leere Grundstück im Jahr 1660 für 44 Taler an Joachim Alhelm, der in der Zeit bis 1665 ein neues Haus errichtete. 1667 verkaufte er das Haus für 520 Taler an die Witwe von Johann Kühne, dem Pastor von Harburg. Kühne war möglicherweise einer der Gebrüder Künne, denen auch das Nachbarhaus Nummer 5 gehörte. Die Witwe heiratete neu, Hans Markgraf. Für 1699 und 1712 wurde der Bortenwirker Heinrich Heinzelmann, auch Hintzelmaann, als Eigentümer genannt, dessen Witwe bis zu ihrem Tod 1718 Eigentümerin blieb. Aus dem Erbe übernahm es für 750 Taler der Stadtschreiber Adjunkt August Heinrich, der es 1723 wieder verkaufte. |      |
| 7          |                                          | Eine älteste Erwähnung im Stättenbuch nennt als Eigentümer Sebastian Neve, eine spätere Eintragung den Nadler Sebastian Wolf. Es wird vermutet, dass der erste Eintragung nicht Neve, sondern Nestler heißen müsste. In der Zeit zwischen 1660 und 1666 kaufte es der Musikant Georg Steinert, auch Steinhard, der auf dem wohl in Folge der Zerstörung Magdeburgs im Jahr 1631 noch leeren Grundstück ein Haus errichtete. 1683 verkauften es seine Erben für 300 Taler an den zweiten Mann der Witwe Steinert, den Musikanten Christian Puppe, auch Poppe, der bis 1727 Eigentümer blieb. |      |
| 8          |                                          | In den Jahren 1631 und 1651 wurde der Schneider Bartholomeus Becker. Vermutlich wegen einer alten auf dem Grundstück lastenden Hypothek gelangte das Areal bis 1666 an das Hospital St. Gertraud. Es wurde an den Marktknecht Jakob Jonassohn, später an den Marktrichter Peter Neukranz vermietet. 1688 erwarb Neukranz das inzwischen als Haus bezeichnete Grundstück für 55 Taler vom Hospital und veräußerte es 1694 für 90 Taler an den Fleischer Christoph Jehme (Gähme). Jehme verkaufte es schon 1694 für 90 Taler an den Stadtmusikus Christian Puppe. 1709 erwarb es für 200 Taler Johann Ulrich Knebel von Jehme. |      |
| 9          | Zu den drei Prätzeln                     | Das Backhaus gehörte in der Zeit um 1631 vermutlich dem Bäcker Hans Grabau. Von ihm erbte der Pfarrer Johann Schultze. Schultze verkaufte das wohl in Folge der Zerstörung Magdeburgs im Jahr 1631 unbebaute Grundstück im Jahr 1638 für 230 Taler an den Bäcker Joachim Wilke, der das Grundstück neu bebaute. Er ist mit seinem Wappen am erhaltenen Stiftungsstein der Brauer- und Bäckerinnung am Ratswaageplatz verzeichnet. 1668 verkaufte er das Anwesen für 900 Taler an den Bäcker Peter Lepper. 1713 erwarb es von ihm sein gleichnamiger Sohn oder Enkel für 1600 Taler, dem es bis 1746 gehörte. Noch bis 1945 befand sich im Haus eine Bäckerei, zuletzt die Bäckerei Pflugmacher. Ein alter Hausstein befand sich auf der Hofseite des Gebäudes, ein neuerer war über der Hauseingangstür angebracht. Ab 1856 lebte an der Adresse Dreienbrezelstraße 9a Johannes Münze, ein Pionier der Arbeiterbewegung. |      |
| 10         | Zu den heiligen drei Königen             | Bis in die Zeit um 1680 bildete das Grundstück mit dem benachbarten Grundstück Schmiedehofstraße 10 eine Einheit. Möglicherweise 1631, zumindest jedoch 1638 und 1652 gehörte es dem Tischler Andreas Adrian. Nach der Zerstörung des Gebäudes im Jahr 1631 bebaute Adrian in der Zeit zwischen 1639 und 1642 das Grundstück neu, 1655 galt es jedoch bereits wieder als sehr baufällig. 1652 ließ Adrian die Haussteuer mit der Begründung auf das Grundstück anschreiben, dass er als alter Mann sich der Almosen gebraucht. Seine Erben, die als Paul Albrechts Erben bezeichnet werden, veräußern das Anwesen im Jahr 1659 für 100 Taler an Jakob Schmidt. Der Brauer Jakob Schmidt, vermutlich ein gleichnamiger Sohn des Käufers, richtete im Haus eine Schenke ein. Für das Grundstück bestand ein Schankrecht. 1720 verkaufte Schmidt das Gebäude für 900 Taler an die Witwe von Christoph Lösch. Als Name war zeitweise auch die Garküche gebräuchlich. |      |
| 11         | Zum grauen Ilebock                       | Die Bedeutung des Hausnamens ist in späterer Zeit verlorengegangen, so dass unklar ist, um welches Tier sich dabei handelt. Es wurde ein Blutegel vermutet. Für das Jahr 1631 wird als Eigentümer der Honigkuchenbäcker Matthias Hausse, fälschlich auch als Matthias Hofmann bezeichnet, gemutmaßt. 1651 verkauften seine Erben das Grundstück für 65 Taler an den Schneider Peter Andreas. Ihm wurde 1652 der Hausschoß erlassen, da das Gebäude aufgrund des Einsturzes des Kellers eingesunken war. In der Zeit bis 1655 bebaute er das Grundstück neu. Zuletzt wurde er 1659 erwähnt. Seine Witwe heiratete dann den Schneider Jakob Schneider. Er wurde 1682 erstmals genannt und erwarb auch das benachbarte Haus Schmiedehofstraße 9. Schneider verstarb in der Zeit bis 1716. Seinen Erben gehörte das Anwesen noch bis 1732. |      |
| 12a        | Zum Lamm, später auch Zur goldenen Lampe | 1623 waren Thomas Lamm, auch Lamb, und sein Schwiegersohn Bartold Prentzler Eigentümer des Brauhauses. Die Benennung des Hauses dürfte mit dem Namen des Eigentümers Lamm in Zusammenhang stehen. Zum Grundstück gehörte zunächst auch das Grundstück Schmiedehofstraße 9. Darüber hinaus waren auch die Häuser Warte 1 und 2 Teil des Grundstücks. Diese Zuordnung blieb noch bis ins 18. Jahrhundert bestehen. Im Jahr 1651 gehörte das Anwesen der Witwe Lamms. Es wird davon ausgegangen, dass sie identisch ist mit der als Witwe des Ratsschreibers Jakob Kramsach bezeichneten Person. Einer der Kramsackschen Erben, der Brauer Joachim Bethge, wohnte im Jahr 1652 hier. Er bebaute das Grundstück 1661. Im Jahr 1667 gehörte es bereits seiner Witwe. In der Zeit um 1680 wurde der neue Name Zur goldenen Lampe für das Haus gebräuchlich. 1690 wurde der Landkutscher Thomas Knoploch, auch Knoblauch, als Besitzer genannt. Er blieb es bis 1716, als der Branntweinbrennerei Jakob Knoblauch das Gebäude für 1500 Taler erwarb. |      |
| 12b        |                                          | 1631 gehörte das Haus Heinrich Unverhauen. Von ihm erbte es der schwedische Reiter Jakob Unverhauen, der die wohl in Folge der Zerstörung Magdeburgs 1631 unbebaute Stätte im Jahr 1647 für 20 Taler an den Brauer Christian Pohlmann. Er ordnete sie dem Nachbarhaus Hartstraße 1 zu. Erst im 19. Jahrhundert wurde das Areal wieder von diesem Grundstück abgetrennt. |      |
| 13         | Zum goldenen ABC                         | Bis zum Jahr 1647 gehörte das Grundstück mit zum benachbarten Haus Hartstraße 8. Der Organist Albert Hakenberg trennte das Grundstück dann ab und verkaufte es für 100 Taler an den Buchdrucker Johann Müller. Müller baute nach 1651 ein Haus und richtete eine Druckerei und einen Buchladen ein. Ab 1664 druckte Müller hier die Magdeburgische Zeitung. Seine Witwe war noch bis 1673 Eigentümerin. Der Name des Hauses geht auf das Wahrzeichen der Druckerei zurück, das seit 1670 auf Druckwerken eingesetzt wurde. Der Name fand jedoch keinen Niederschlag in den Akten der Stadt und wanderte dann mit der Verlegung der Druckerei auch an andere Stellen, so in die Lödischehostraße 28 und die Goldschmiedebrücke 11. Im Jahr 1677 wurde erstmals Müllers Sohn Johann Daniel Müller genannt. Er verkaufte das Haus für 500 Taler im Jahr 1679 an den Kunstmaler Franz Matthäi. Matthäi ging jedoch nach 1699 in Konkurs, wodurch Müller das Haus zurückkaufen musste. Er veräußerte es 1706, wieder für 500 Taler, an den Seifensieder Kaspar Bonte, der zuletzt 1715 als Eigentümer genannt wurde. |      |
| 14         | Zum goldenen Stück                       | In der Zeit vor 1631 gehörte das Brauhaus dem Kämmerer Thomas Gottschalk. Im folgten seine Erben, also die Erben seiner Söhne Johann und Christian nach. Zu den Erben gehörte wohl auch der Magister Velegelt, auch Vielegeld. Die Erben veräußerten die Stätte im Jahr 1661 für 210 Taler an den Stück- und Glockengießer Georg Schreiber. Stück ist eine Bezeichnung für Kanone. Der Name des Hauses im Sinne von Zur goldenen Kanone dürfte auf diese neue Nutzung zurückgehen. Das Nachbarhaus Lödischehofstraße 1 trug tatsächlich den Namen Zur goldenen Kanone, kurioser Weise obwohl dort kein Stückgiesser lebte. Schreiber bebaute das Grundstück sofort. Außerdem erwarb er das benachbarte Grundstück Fettehennenstraße 10. Er starb jedoch bald darauf zwischen Februar 1661 und November 1662. Erbin wurde seine nachgeborene Tochter Marie Dorothee. Ihre Vormünder vermieteten das Haus. Sie heiratete den Brauer Hieronymus Christian Niesing, der 1678 das Haus für 1500 Taler an den Glockengießer Jakob Wentzel veräußerte. Wentzel betrieb hier ein Gießhaus. 1694 verkauften seine Erben das Anwesen für 1825 Taler an den Bäcker Johann Behrens, auch Berns oder Behrend. Seine Tochter blieb bis 1756 Eigentümerin. 1933 lebte die jüdische Familie Gipsmann im Haus, die vor der nationalsozialistischen Gewaltherrschaft nach Frankreich flüchtete. Der Vater Simon wurde trotzdem letztlich nach Sobibor/Maidanek deportiert ermordet. Der 1922 geborene Sohn Jakob starb 1942 im KZ Auschwitz. Mutter Fraidla und die 1927 geborene Tochter Sarah-Susanne überlebten die Verfolgung. An die Familie erinnern vier 2024 verlegte Stolpersteine. |      |
| 15         |                                          | Vor dem Jahr 1631 wohnte Georg Hoffmann im Haus. 1651 wird Tobias Rotgießer, möglicherweise auch im Sinne von Tobias der Rotgießer genannt. 1652 und 1660 war Melchior Braune Eigentümer, der das Grundstück 1660 bebaute. Im Jahr 1688 gehörte das Haus dem Tuchmacher Joachim Lemme, der es 1719 für 515 Taler an den Büchsenmacher Johann Philipp Bongart, von den Einheimischen Baumgarten genannt, verkaufte. |      |
| 16         |                                          | Im Jahr 1631 gehörte das Haus Andreas Fese. 1639 wurde Martin Hensche, 1652 und 1661 Johann Waldorn genannt. Später gehörte es dem Schneider Michael Bornemann, der es 1690 für 150 Taler an den Schneider Andreas Kobbe verkaufte. Kobbe besaß es noch nach 1719. Sein Erbe Henning Ziegler blieb bis 1733 Eigentümer. |      |
| 17         |                                          | Es wird angenommen, dass sich 1631 zwei Häuser auf dem Grundstück befanden. Eines dürfte den Erben des Nagelschmieds Johann Knake gehört haben, die Nennung liegt noch für das Jahr 1648 vor. Die wohl in Folge der Zerstörung Magdeburgs im Jahr 1631 wüste Stätte, stand lange leer. Das andere Gebäude gehörte David Lorenz, der vor 1639 ein kleines Häuschen errichtete. Seine Töchter verkauften es 1639 für 50 Taler an Hans Walter, der auch noch 1650 Eigentümer war. 1692 wird ein Haus erwähnt, das der Zimmermann Andreas Schrader für 400 Taler an den Münzschmied Hans Georg Meyer. Meyer verkaufte das Haus 1694 für wiederum 400 Taler an den Münzmeister Johann Christoph von Sehlen, der es 1696 an den Schlosser Andreas Meine verkaufte. Meine blieb bis 1734 Eigentümer. |      |